# 舒 (埃及神祇)
舒（Shu），又名蘇，是埃及神话中的大氣之神、空氣之神、天空的化身亦是思考與聽覺的支配者，屬赫里奥波里斯九柱神之一。其名字有「乾旱、烤乾、枯竭」意思。
舒是亞圖姆透過他的呼息创造出来的。載有亞圖姆創世神話以及諸神誕生起源的金字塔文獻（Pyramid texts）中亦有提及亞圖姆如何創造舒：

「阿圖姆——凱普利，你高高來到小丘之上，你升起在赫利奧坡里斯的奔奔府邸中的奔奔石頭上，你吐出舒，你咳出泰富努特，而你把你的雙臂放在作為象徵卡（Ka）的臂上的他們的周圍。」

## 外型與性格

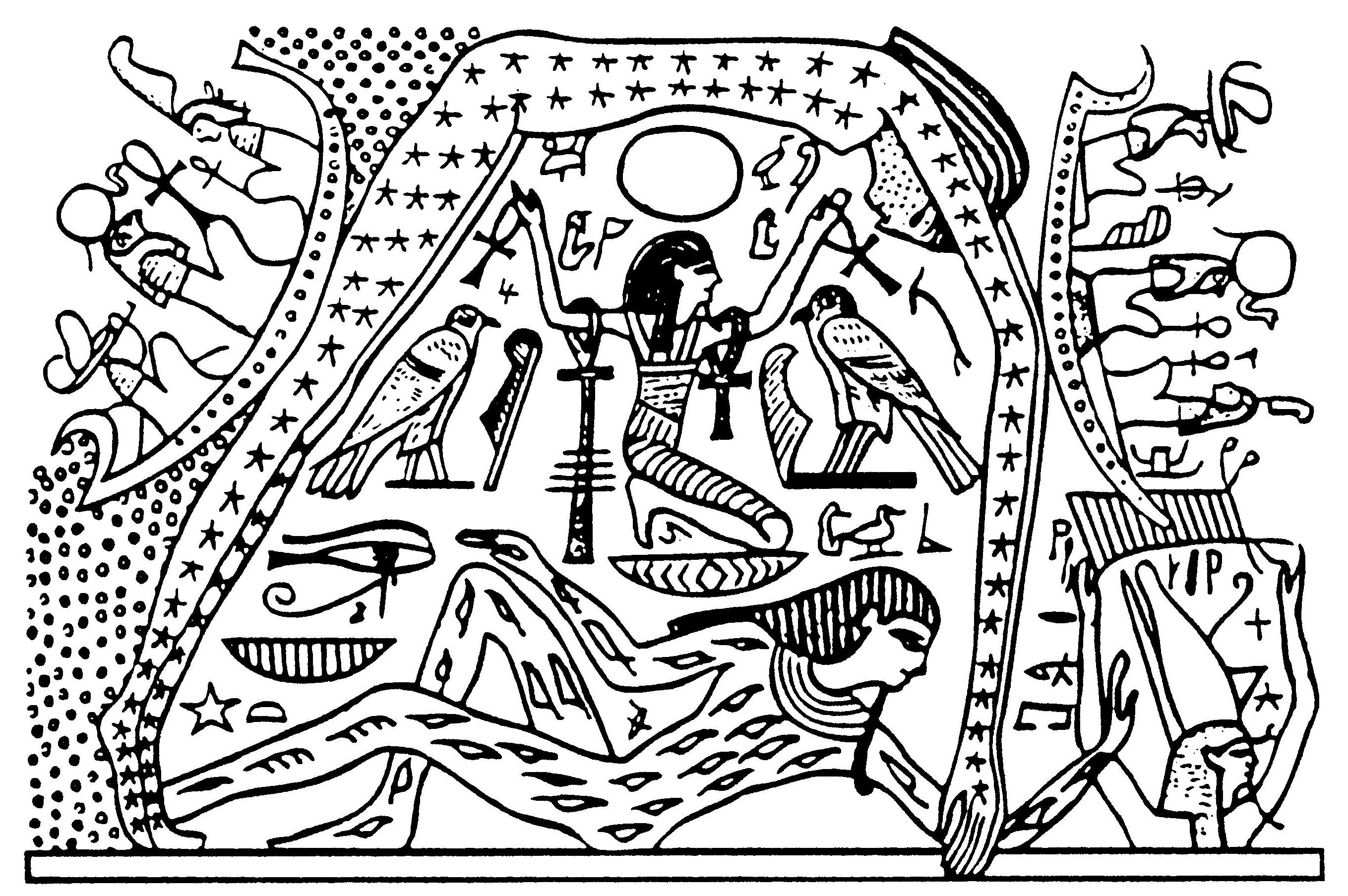
舒以雙手托起代表天空的努特，在他之下的是蓋布。

他与妹妹泰芙努特生下天空之神努特和大地之神盖布。從很多壁畫中可以看到舒站於二者之間，双手举著，以撐起代表天空的努特，而代表大地的蓋布則在他之下。
作為大氣之神，舒性格冷靜，有影響力，是個調停者，亦與代表著「真理、正義和秩序」的「瑪特」（Maat）有關。在另一些艺术作品中，舒通常被描绘为一位头顶插着鸵鸟毛的男性。另外，他手上也持有代表生命的符號「安克」。

## 相關神話

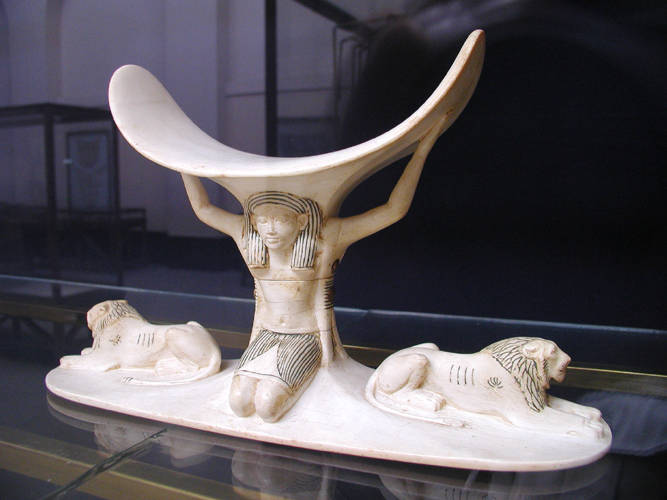
以舒作為形象的頭墊

根據《亡靈書》，舒是亡靈的審判者之一。在另一些神話中，舒和托特變成狒狒的模樣，把泰芙努特帶到埃及。舒與泰芙努特結婚預示了春回大地，生機再現。
在後期的神話中，舒代表著古王國時期末的惡劣天災，據說一次泰芙努特（代表濕氣）與舒吵架後，泰芙努特一怒之下離開埃及，到了努比亞（當地氣候較為溫和）。舒馬上發現自己對她的思念，但泰芙努特化身為一隻貓，殺死任何接近她的男人或男性神祇。最後有賴托特出力才成功勸服她回去。

## 資料來源
1. 1 2 3  魯剛主編（1989年）：《世界神話辭典》，877頁，瀋陽：遼寧人民出版社，ISBN 7-205-00960-X。
2. 1 2  劉文鵬（2000年）：《古代埃及史》，121頁，北京：商務印書館
3. ↑  Britannica Online Traditional Chinese Edition - 舒[永久]
4. 1 2  .   [2010-05-14]. （原始内容存档于2010-06-26）.
5. 1 2  .   [2010-05-14]. （原始内容存档于2020-11-12）.
6. ↑  (Ed.) Shafer, Byron Esely, John Baines, Leonard H. Lesko, David P. Silverman (1991): Religion in ancient Egypt: gods, myths, and personal practice, p.92, USA: Cornell University

## 外部連結
- Britannica Online Traditional Chinese Edition - 舒[永久]
- Shu, Encyclopedia Mythica from Encyclopedia Mythica Online.
- Ancient Egypt the Mythology - Shu （页面存档备份，存于）